# 菲尔斯比堡
菲尔斯比堡（德語：Vilsbiburg，發音：[fɪlsˈbiːbʊʁk] ⓘ；俗称Vib [fɪb]）是德国巴伐利亚州下巴伐利亚行政区兰茨胡特县的城市，面积68.84平方千米，2023年12月31日人口为12,621人。

## 友好城市
- 義大利 布亚（2001年）